# Ferran Prat i Batlle
Ferran Prat i Batlle   (Vilamalla, 1937 - Vilamalla, 12 d'abril de 2015) va ser un polític català que va exercir com a alcalde de Vilamalla (Alt Empordà) en diversos períodes entre 1979 i 2007. Va iniciar la seva trajectòria amb Convergència i Unió (CiU), va continuar amb el Partit Popular (PP) i va concloure el seu mandat com a representant d’Independents per Vilamalla (IpV). Durant gairebé tres dècades, va impulsar projectes destacats com l’estació del TAV i l’ampliació del nucli antic del municipi. També va ser patró i fundador de la Fundació Oncolliga de Girona. Després de patir diversos episodis de càncer, es va retirar de la política el 2007. El seu compromís social i cultural va ser reconegut amb homenatges i una intensa implicació en projectes solidaris fins al final de la seva vida.
La imatge pública de Prat va quedar malmesa per la seva vinculació al Club Gran Escala 2000, un establiment de prostitució de luxe situat a Ventalló, on s'abusava de nenes d'entre 14 i 16 anys. El 1992, Prat va ser denunciat per una de les menors i processat a l'Audiència Provincial de Girona. Va ser absolt, ja que el tribunal va concloure que els clients del local no podien determinar l’edat de les noies amb qui alternaven.
La implicació de Prat en el cas del club de Ventalló va ser analitzada a la docusèrie Murs de silenci. Gran Escala 2000, dirigida per Anna Teixidor i Marc Faro, i estrenada el 2024 a la plataforma 3Cat i al programa Nits Sense Ficció.